# Psammodromus hispanicus
Psammodromus hispanicus (іспанська піщана ящірка) — вид ящірок родини ящіркових (Lacertidae). Ендемік Іспанії. Psammodromus edwarsianus та Psammodromus occidentalis раніше вважалися конспецифічними з P. hispanicus, однак були визнані окремими видами.

## Опис
Іспанська піщана ящірка — невелика ящірка з маленькою, помірно загостреною головою і дещо сплюснутим тілом. Її довжина (враховуючи хвіст) становить 14—15 см, довжина тіла без врахування хвоста становить 48 мм, максимально 51 мм. Луски не верхній частині тіла відносно великі, ромбовидні, кілеподібні. Верхня частина тіла сіра, сірувато-коричнева, мідно-коричнева або жовтувато-коричнева. На боках є ряд з п'яти або більше жовто-зелених плям, які можуть утворювати поздовжні смуги. Поперек тіла ідуть темні смуги або плями. Нижня частина тіла білувато-зелена. Під час сезону розмноження верхня частина тіла набуває зеленого відтінку, який у самців більш виражений, ніж у самиць.

## Поширення й екологія
Іспанські піщані ящірки мешкають у центральних районах Іспанії, зокрема в околицях Мадрида. Вони живуть у піщаних і кам'янистих місцевостях, порослих невисокими травами й чагарниками. У горах Сьєрра-де-Гвадаррама зустрічаються на висоті до 1700 м над рівнем моря, однак переважно поширені на висоті до 800 м над рівнем моря. Живляться павуками, цикадами, мурахами та жуками. З листопада по лютий ящірки впадають у сплячку, а в спекотні літні місяці обмежено активні. Відкладають яйця, в кладці 3—6 яєць, молоді ящірки вилуплюються на початку червня.

## Охорона
Psammodromus hispanicus охороняється в Європі і занесена до Додатку ІІІ Бернської конвенції (охоронна категорія: вид підлягає охороні).